# Crewe (Virgínia)
Crewe és una població dels Estats Units a l'estat de Virgínia. Segons el cens del 2000 tenia 2.378 habitants.

## Demografia
Segons el cens del 2000, Crewe tenia 2.378 habitants, 971 habitatges, i 645 famílies. La densitat de població era de 452,3 habitants per km².
Dels 971 habitatges en un 34,5% hi vivien nens de menys de 18 anys, en un 45,9% hi vivien parelles casades, en un 15,7% dones solteres, i en un 33,5% no eren unitats familiars. En el 28,7% dels habitatges hi vivien persones soles el 16,4% de les quals corresponia a persones de 65 anys o més que vivien soles. El nombre mitjà de persones vivint en cada habitatge era de 2,45 i el nombre mitjà de persones que vivien en cada família era de 2,98.
Per edats la població es repartia de la següent manera: un 29,1% tenia menys de 18 anys, un 7,6% entre 18 i 24, un 26,2% entre 25 i 44, un 19% de 45 a 60 i un 18,1% 65 anys o més.
L'edat mediana era de 36 anys. Per cada 100 dones de 18 o més anys hi havia 79,9 homes.
La renda mediana per habitatge era de 33.828 $ i la renda mediana per família de 40.625 $. Els homes tenien una renda mediana de 35.350 $ mentre que les dones 20.819 $. La renda per capita de la població era de 16.826 $. Entorn del 14,6% de les famílies i el 16,5% de la població estaven per davall del llindar de pobresa.

## Poblacions més properes
El següent diagrama mostra les poblacions més properes.